# Гемобластозы
Гемобластозы (лат. haemoblastosis; др.-греч. αἷμα «кровь» + βλαστός росток, зародыш + -osis) — опухолевые (неопластические) заболевания кроветворной и лимфатической ткани.
Гемобластозы подразделяют на системные заболевания — лейкозы, а также регионарные — лимфомы.
Различия между лейкозами и лимфомами заключаются не только в наличии или отсутствии системности поражения. В терминальной стадии лимфомы дают обширные метастазы, в том числе и в костный мозг. Но при лейкозах костный мозг поражается первично, а при лимфомах — вторично в результате метастазирования. При лейкозах опухолевые клетки, как правило, обнаруживаются в крови, поэтому в литературе используется термин для обозначения лейкозов, предложенный ещё Р. Вирховом — «лейкемия».

## Эпидемиология
Опухоли кроветворной и лимфоидной ткани — в числе пяти самых распространенных опухолей человека. Среди опухолей детей первых 5 лет жизни на их долю приходится 30 % случаев.

## Этиология
Факторы, способствующие возникновению гемобластозов:
- разнообразные мутагенные факторы экзогенного и эндогенного происхождения;
- наследственность. Её роль подтверждается частым развитием лейкозов у людей с наследственными заболеваниями со спонтанными разрывами хромосом (синдром Дауна, Блума, анемия Фанкони), с нерасхождением половых хромосом (болезни Клайнфельтера, Тернера), а также существованием «лейкозных семей». Нередко лейкозы развиваются у пациентов с наследственными дефектами иммунитета (атаксия-телеангиэктазия, или синдром Луи-Бар, синдром Вискотта-Олдрича, болезнь Брутона). Известна роль так называемой филадельфийской хромосомы в развитии острого лимфобластного лейкоза и хронического миелолейкоза;
- ионизирующее излучение. Его роль доказывается наблюдениями за пациентами, заболевшими лейкозами и лимфомами через определённое время после атомной бомбардировки Японии, аварий на АЭС, ядерных испытаний. Описаны случаи заболеваний у людей, получавших радиотерапию, а также у врачей-радиологов. Известен цитогенетический маркер радиационного поражения — кольцевидная хромосома. Достоверно установлена связь между радиационным поражением и развитием острого и хронического миелолейкоза, острого эритромиелолейкоза и острого лимфобластного лейкоза у детей. Не для всех гемобластозов доказана связь частоты развития в зависимости от полученной дозы - к примеру, лимфогранулематоз (лимфома Ходжкина), по наблюдениям, не становился более распространенным среди жертв техногенных катастроф с заражением местности радионуклидами, то же можно сказать и про хронический лимфолейкоз;
- химические канцерогены. Их роль доказывается данными экспериментов, наблюдениями за пациентами, работавшими на вредных предприятиях с использованием бензола, а также за больными, получавшими цитостатическую терапию по поводу других онкологических заболеваний. Использование таких цитостатических препаратов, как мелфалан, азатиоприн, лейкеран, миелосан, антибиотика левомицетина, может приводить к возникновению острого и хронического миелолейкоза, острого миеломонобластного лейкоза и эритромиелоза;
- вирусы. В развитии гемобластозов человека доказано участие двух вирусов: вируса Эпштейна — Барр (африканская лимфома Беркитта) и T-лимфотропного вируса человека первого типа (T-клеточная лимфома и  Т-клеточные лейкозы). Есть экспериментальные данные, указывающие прямое канцерогенное действие вирусов на гемопоэтические клетки посредством вирусных онкогенов. Однако в большинстве ситуаций внедрение вирусов в клетку вызывает лишь иммортализацию (бессмертие) последней, на фоне которой возникают дополнительные перестройки генома, ведущие к злокачественной трансформации (многоступенчатый канцерогенез).

## Патогенез
Всё множество этиологических факторов, воздействуя на стволовые и полустволовые гемопоэтические клетки, приводят к одинаковым результатам — злокачественной трансформации.
Например, при лимфоме Бёркитта происходит реципрокная транслокация между хромосомами 8 и 14q32. Клеточный онкоген c-myc из хромосомы 8 перемещается на хромосому 14 и попадает в зону действия генов, регулирующих синтез тяжёлых цепей иммуноглобулинов. Описанные изменения сочетаются также с точечной мутацией N-ras.
При хроническом миелолейкозе нередко встречается филадельфийская хромосома, образовавшаяся в результате реципрокной транслокации между хромосомами 9 и 22. Образуется новый ген-гибрид c-abl-bcr, белковый продукт которого обладает тирозинкиназной активностью. Онкогены обычно встраиваются в разрывы хромосом. Так, при B-лимфоцитарных лимфомах и лейкозах происходят разрывы в хромосоме 14 в локусе 32q, где локализуются гены тяжёлых цепей иммуноглобулинов. При T-лимфоцитарных лейкозах и лимфомах — в локусе 11q гена α-цепей рецепторов T-лимфоцитов.

## Морфогенез
Развитие гемобластозов начинается с малигнизации одной стволовой или полустволовой клетки, дающей пул опухолевых клеток. Это означает, что все гемобластозы имеют моноклоновое происхождение. Моноклоновость происхождения подтверждается экспериментальными и клиническими данными по обнаружению во всех опухолевых клетках одного и того же больного клоновой метки — хромосомной или изоферментной. Например, во всех опухолевых клетках при хроническом миелолейкозе присутствует филадельфийская хромосома.
Стволовые клетки составляют примерно 0,01—0,001 % всей популяции костномозговых клеток. Рост и дифференцировка стволовых и полустволовых клеток-предшественниц управляются факторами роста и стромальным микроокружением. Это подтверждается экспериментами с клеточными культурами, где рост и дифференцировка клеток происходят только в присутствии факторов роста или стромальных клеток.
Многочисленные работы по изучению морфологии и клеточной кинетики гемобластозов (в первую очередь лейкозов) показали, что при их развитии происходит не только малигнизация на уровне стволовых и полустволовых клеток-предшественниц, но также развивается блок дифференцировки в пуле опухолевых клеток.